# Taşoluk, Akçakent
Taşlıoluk là một xã thuộc huyện Akçakent, tỉnh Kırşehir, Thổ Nhĩ Kỳ. Dân số thời điểm năm 2010 là 179 người.